# Société photographique japonaise (1951-)
Pour les articles homonymes, voir Société photographique japonaise.
La société photographique japonaise (日本写真協会, Nihon Shashin Kyōkai) est une organisation fondée en décembre 1951. Elle compte plus de 1 500 membres, autant amateurs que professionnels, ainsi que des chercheurs, des critiques et des personnalités de l'industrie photographique. Son siège se trouve à Ichibanchō dans le quartier de Chiyoda à Tokyo. 
Reconnue association culturelle par le gouvernement en 1952, le but de l'organisation est de « promouvoir l'amitié internationale et l'avance de la culture autour de la photographie ». Elle organise des expositions, donne des cours d'apprentissage et décerne de nombreux prix.